# هریسون پیکوک

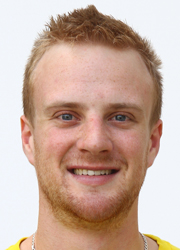
هریسون پیکوک در سال ۲۰۱۲

هریسون پیکوک (انگلیسی: Harrison Peacock) بازیکن والیبال اهل استرالیا، عضو تیم ملی والیبال استرالیا است. او یکی از اعضای تیم ملی استرالیا در المپیک ۲۰۱۲ بود.